# Timo Bernhard

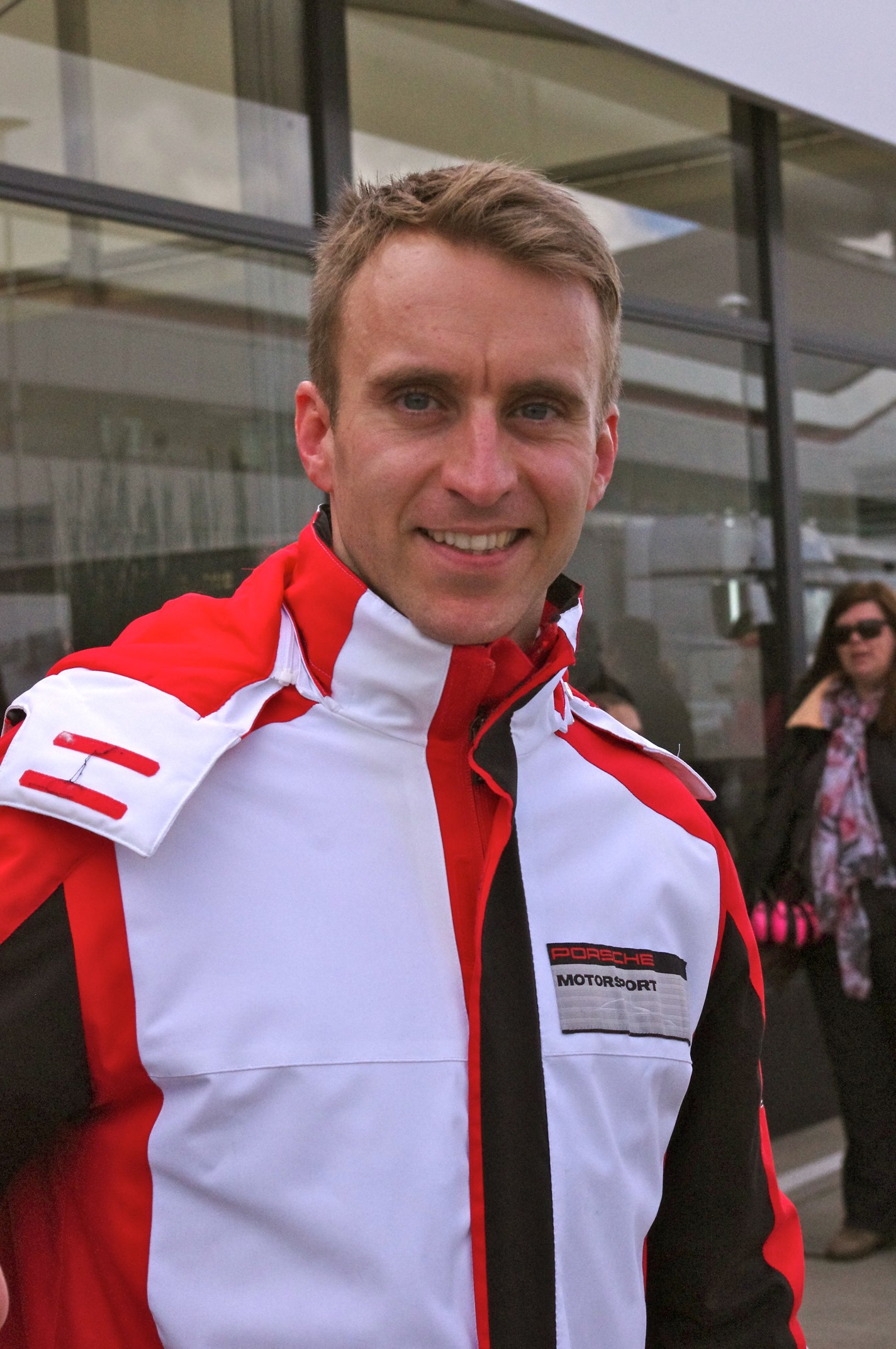
Timo Bernhard en 2014.

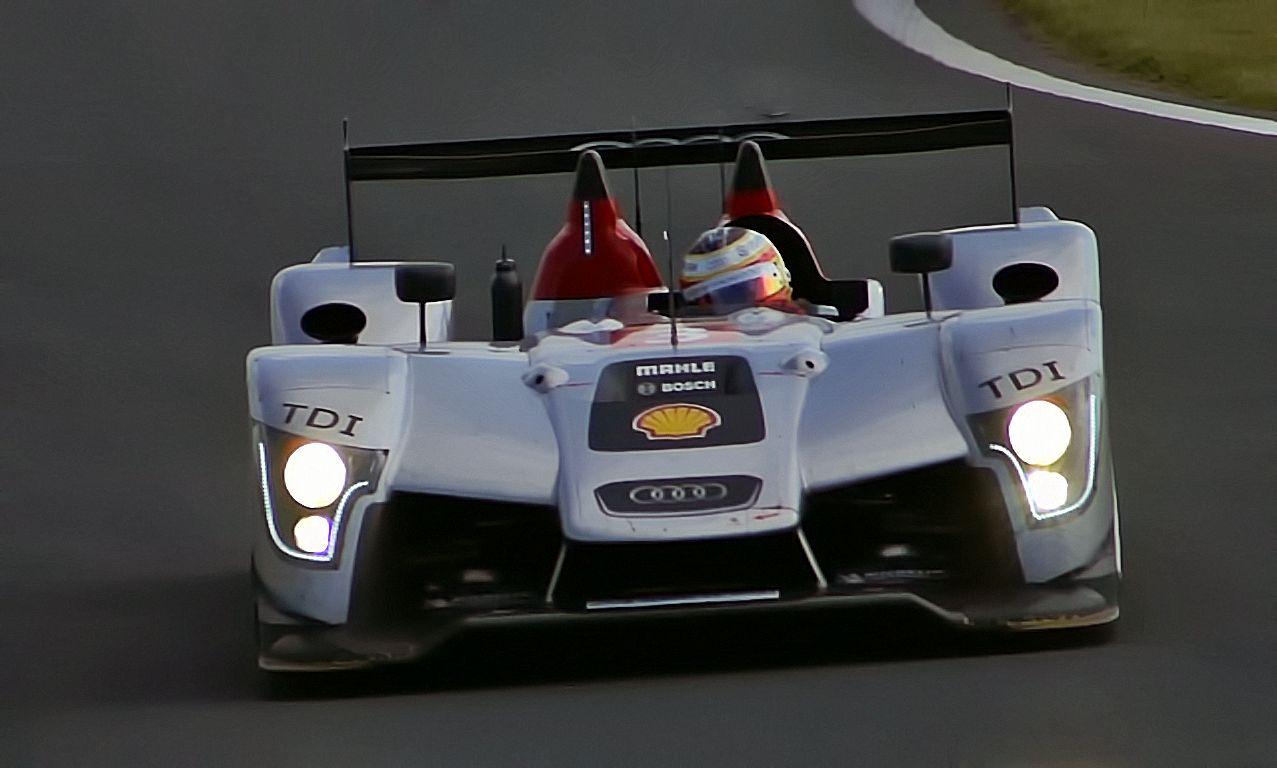
Timo Bernhard en las 24 Horas de Le Mans de 2009.

Timo Bernhard (Homburgo, Saarland, Alemania, 24 de febrero de 1981) es un piloto de automovilismo de velocidad especializado en automóviles deportivos. Fue campeón de la American Le Mans Series en tres oportunidades y el Campeonato Mundial de Resistencia de 2015. Cosechó victorias absolutas en las 24 Horas de Le Mans 2010, las 24 Horas de Daytona 2003, las 24 Horas de Nürburgring 2006, 2007, 2008, 2009 y 2011, y las 12 Horas de Sebring 2008, así como victorias de clase en Petit Le Mans 2003, 2004, 2006 y 2007.

## Trayectoria
Su debut en el karting fue en el año 1991. En 1995 fue quinto en el Campeonato Mundial Junior CIK/FIA y campeón alemán junior. Los dos años siguientes fue sexto y tercero en el campeonato alemán de mayores. Ascendió a la Fórmula Ford en 1998, resultando sexto tanto en el certamen alemán como en la Eurocopa. Volvió a quedar tercero en la Fórmula Ford Alemana en 1999, al tiempo que comenzó a competir en la Copa Porsche Carrera. Fue tercero en esa categoría en 2000 y campeón en 2001. También en 2001 llegó segundo en la clase GT de las 12 Horas de Sebring y disputó cuatro carreras más de la American Le Mans Series.
En 2002, Bernhard ganó en su clase en las 24 Horas de Daytona, fue segundo absoluto en las 24 Horas de Nürburgring, ganó en su clase en las 24 Horas de Le Mans, finalizó tercero en la Supercopa Porsche y cuarto en la American Le Mans Series. El piloto fue ganador absoluto en las 24 Horas de Daytona de 2003, tercero en 24 Horas de Nürburgring y subcampeón de la clase GT de la American Le Mans Series con tres victorias.
Con Jörg Bergmeister como compañero de asiento, Bernhard dominó la American Le Mans Series en 2004, ganando en Sebring, Petit Le Mans y tres carreras más. También fue cuarto en la general y segundo en su clase en las 24 Horas de Spa y tercero en las 24 Horas de Nürburgring. En 2005, junto con Romain Dumas cosechó cuatro victorias de clase en la American Le Mans Series y fue subcampeón. También fue segundo en la clase GT2 de las 24 Horas de Le Mans.
Penske Racing fichó a Bernhard y a Dumas en 2006 para competir en la clase LMP2 de la American Le Mans Series con el nuevo Porsche RS Spyder, donde quedó tercero una victoria absoluta en Mid-Ohio y una victoria de clase en Petit Le Mans; también ganó las 24 Horas de Nürburgring en un Porsche 911 oficial de Manthey. En 2007 se coronó campeón de la clase LMP2 de la American Le Mans Series con seis victorias absoluta, y volvió a ganar en las 24 Horas de Nürburgring. En 2008 fue nuevamente campeón de la American Le Mans Series, resultando ganador absoluto en las 12 Horas de Sebring y en las 24 Horas de Núrburgring.
En 2009, Bernhard pasó al equipo Joest para competir con el Audi R15 TDI de la clase LMP1, con el cual obtuvo un pobre 17º puesto en las 24 Horas de Le Mans. Al mismo tiempo, compitió en la clase Daytona Prototypes de la Grand-Am Rolex Sports Car Series por Penske con motores Porsche, llegando sexto en las 24 Horas de Daytona y resultando cuarto en el campeonato. Asimismo, ganó por cuarta vez consecutiva las 24 Horas de Núrburgring para Porsche y Manthey. En 2010 ganó las 24 Horas de Le Mans y llegó quinto en los 1000 km de Spa-Francorchamps y tercero en los 1000 km de Silverstone con el Audi R15 TDI; fue segundo en la fecha de Road America de la American Le Mans Series con un Porsche RS Spyder de Cytosport; y octavo entre los gran turismos en Petit Le Mans con un Porsche 911 GT3-R Hybrid.
Bernhard disputó las siete fechas de la Copa Intercontinental Le Mans 2011 para Audi. Logró un segundo lugar, un tercero, dos arribos fuera del podio y dos abandonos. Asimismo, obtuvo su quinta victoria absoluta en las 24 Horas de Nürburgring en un Porsche 911 oficial de Manthey. Por otra parte, disputó varias carreras de rally alemán en un Porsche 911 del equipo de su padre, Rüdiger, entre ellas cuatro fechas del Campeonato Alemán de Rally, donde sumó un segundo puesto y dos terceros.
El alemán se convirtió en piloto del tercer Audi R18 convencional con el que la marca disputaría tres fechas del nuevo Campeonato Mundial de Resistencia, acompañado de Romain Dumas y Loïc Duval. Llegó segundo en Sebring, pero horas después tuvo un choque durante una sesión de pruebas, que le causó fractura de vértebras y lo obligó a ausentarse de las demás carreras. Más tarde volvió a correr con un Porsche 911 de Manthey en el Campeonato de Nürburgring de Resistencia de la VLN, donde obtuvo dos podios.
En 2013, el piloto disputó las tres primeras fechas del Campeonato Mundial de Resistencia con un Porsche 911 oficial de Manthey, acompañando a Marc Lieb y Richard Lietz. Su mejor resultado fue un segundo puesto en las 24 Horas de Le Mans. En tanto, llegó primero en la clase SP7 y séptimo absoluto en las 24 Horas de Nürburgring junto a Lieb, Dumas y Lucas Luhr, y 13º en las 24 Horas de Spa con Pro GT junto a Bergmeister y Nicolas Lapierre, en ambos casos al volante de un Porsche 911.
Bernhard siguió en Porsche pero para participar la temporada 2014 del Campeonato Mundial de Resistencia en uno de los Porsche 919 Hybrid, en el regreso de la marca en la clase LMP1. Teniendo como compañero de asiento a Brendon Hartley y Mark Webber, acumularon tres podios en Silverstone, Sakhir y Fuji, acabando 16º en la clasificación de pilotos.
Continuando junto a Hartley y Webber en Porsche en 2015, Bernhard logró cuatro victorias y el segundo puesto en las 24 Horas de Le Mans, resultando campeón de pilotos. En 2016, el trío obtuvo cuarto triunfos y dos terceros puestos, ayudando a Porsche a conquistar el campeonato de marcas. Sin embargo, tuvo malos resultados en las primeras carreras, que le significaron terminar décimo en la clasificación de pilotos.

## Resultados

### Resumen de su carrera
| Campeonato/Carrera               | Clase      | Años       | Carreras   | Victorias  | Podios     | Mejor resultado           |
| Monoplazas                       | Monoplazas | Monoplazas | Monoplazas | Monoplazas | Monoplazas | Monoplazas                |
| -------------------------------- | ---------- | ---------- | ---------- | ---------- | ---------- | ------------------------- |
| Formula Ford 1800 Germany        | 1800       | 1999       | 8          | 0          | 4          | 3º lugar (1999)           |
| Carreras de Resistencia          |            |            |            |            |            |                           |
| FIA World Endurance Championship | LMP1       | 2012-2016  | 25         | 8          | 15         | Campeón (2015)            |
| FIA World Endurance Championship | LMGTE Pro  | 2013       | 3          | 0          | 1          | 21º (2012)                |
| Intercontinental Le Mans Cup     | LMP1       | 2011       | 7          | 0          | 3          |                           |
| Le Mans Series                   | LMP1       | 2010-2011  | 5          | 0          | 3          | 13º (2010)                |
| Blancpain Endurance Series       | GT3 Pro    | 2013       | 1          | 0          | 0          | 28º (2013)                |
| American Le Mans Series          | LMP        | 2006-2011  | 36         | 16         | 30         | Campeón (2007, 2008)      |
| American Le Mans Series          | GT         | 2002-2010  | 44         | 13         | 24         | Campeón (2004)            |
| Grand American Rolex Series      | DP         | 2005-2010  | 15         | 0          | 3          | 4º place (2010)           |
| Grand American Rolex Series      | GT         | 2002-2010  | 5          | 2          | 2          | 23º place (2003)          |
| VLN Endurance                    |            | 2009-2012  | 3+         |            | 2          | 149.º (2010)              |
| 24 Horas de Le Mans              | LMP1       | 2009-2016  | 6          | 1          | 2          | Ganador (2010)            |
| 24 Horas de Le Mans              | GTE Pro    | 2013       | 1          | 0          | 1          | 2º lugar (2013)           |
| 24 Horas de Le Mans              | GT         | 2002-2005  | 3          | 1          | 2          | Ganador (2002)            |
| 24 Horas de Nürburgring          | SP7        | 2006-2013  | 6          | 6          | 6          | Ganador (2006-2010, 2013) |
| 24 Horas de Nürburgring          | A8         | 2003-2004  | 2          | 1          | 2          | Ganador (2003)            |
| 24 Horas de Nürburgring          | A7         | 2002       | 1          | 1          | 1          | Ganador (2002)            |
| GT                               |            |            |            |            |            |                           |
| FIA GT Championship              | GT2        | 2006       | 1          | 0          | 0          |                           |
| FIA GT Championship              | NGT        | 2001-2005  | 2          | 0          | 1          | 13.er lugar (2004)        |
| United SportsCar Championship    | GTD        | 2014       | 1          | 0          | 0          | 126.º lugar (2014)        |
| Porsche Supercup                 | GT3        | 2001-2002  | 14         | 1          | 8          | 3º lugar (2002)           |
| Porsche Carrera Cup Germany      | GT3        | 1999-2003  | 27         | 6          | 8          | Campeón (2001)            |
| Karting                          |            |            |            |            |            |                           |
| Andrea Margutti Trophy           | ICA        | 1996       |            |            |            | 18º lugar (1996)          |
| Five Continents Cup              | Junior A   | 1995       |            |            |            | 5º lugar (1995)           |
| German Kart Championship         |            | 1996-1997  |            |            |            | 3rd lugar (1997)          |
| German Junior Kart Championship  |            | 1995       |            |            |            | Campeón (1995)            |

### 24 Horas de Le Mans
| Año     | Equipo                                      | Copilotos                      | Automóvil           | Clase   | Vueltas | Pos. | Pos. Clase |
| ------- | ------------------------------------------- | ------------------------------ | ------------------- | ------- | ------- | ---- | ---------- |
| 2002    | The Racer's Group                           | Kevin Buckler Lucas Luhr       | Porsche 911 GT3-RS  | GT      | 322     | 16.º | 1.º        |
| 2003    | The Racer's Group                           | Kevin Buckler Jörg Bergmeister | Porsche 911 GT3-RS  | GT      | 304     | 20.º | 5.º        |
| 2005    | Petersen Motorsports White Lightning Racing | Jörg Bergmeister Patrick Long  | Porsche 911 GT3-RSR | GT2     | 331     | 11.º | 2.º        |
| 2009    | Audi Sport Team Joest                       | Romain Dumas Alexandre Prémat  | Audi R15 TDI        | LMP1    | 333     | 17.º | 13.º       |
| 2010    | Audi Sport North America                    | Romain Dumas Mike Rockenfeller | Audi R15 TDI plus   | LMP1    | 397     | 1.º  | 1.º        |
| 2011    | Audi Sport Team Joest                       | Romain Dumas Mike Rockenfeller | Audi R18 TDI        | LMP1    | 116     | DNF  | DNF        |
| 2013    | Porsche AG Team Manthey                     | Patrick Pilet Jörg Bergmeister | Porsche 911 RSR     | GTE Pro | 315     | 16.º | 2.º        |
| 2014    | Porsche Team                                | Brendon Hartley Mark Webber    | Porsche 919 Hybrid  | LMP1-H  | 346     | NC   | NC         |
| 2015    | Porsche Team                                | Brendon Hartley Mark Webber    | Porsche 919 Hybrid  | LMP1    | 394     | 2.º  | 2.º        |
| 2016    | Porsche Team                                | Brendon Hartley Mark Webber    | Porsche 919 Hybrid  | LMP1    | 346     | 13.º | 5.º        |
| 2017    | Porsche LMP Team                            | Brendon Hartley Earl Bamber    | Porsche 919 Hybrid  | LMP1    | 367     | 1.º  | 1.º        |
| 2018    | Porsche GT Team                             | Romain Dumas Sven Müller       | Porsche 911 RSR     | GTE Pro | 92      | DNF  | DNF        |
| Fuente: |                                             |                                |                     |         |         |      |            |

### Campeonato Mundial de Resistencia de la FIA
(Clave) (negrita indica pole position) (cursiva indica vuelta rápida)

| Año  | Escudería               | Clase     | Automóvil                   | 1   | 2   | 3   | 4   | 5   | 6   | 7   | 8   | 9   | Pos. | Puntos | Ref.  |
| ---- | ----------------------- | --------- | --------------------------- | --- | --- | --- | --- | --- | --- | --- | --- | --- | ---- | ------ | ----- |
| 2012 | Audi Sport Team Joest   | LMP1      | Audi R18 TDI Audi R18 ultra | SEB | SPA | LMS | SIL | SÃO | BHR | FUJ | SHA |     | 21.º | 18     | [ 2 ] |
| 2012 | Audi Sport Team Joest   | LMP1      | Audi R18 TDI Audi R18 ultra | 2   |     |     |     |     |     |     |     |     | 21.º | 18     | [ 2 ] |
| 2013 | Porsche AG Team Manthey | LMGTE Pro | Porsche 911 RSR             | SIL | SPA | LMS | SÃO | COA | FUJ | SHA | BHR |     | 12.º | 42     | [ 3 ] |
| 2013 | Porsche AG Team Manthey | LMGTE Pro | Porsche 911 RSR             | 7   | Ret | 2   |     |     |     |     |     |     | 12.º | 42     | [ 3 ] |
| 2014 | Porsche Team            | LMP1      | Porsche 919 Hybrid          | SIL | SPA | LMS | COA | FUJ | SHA | BHR | SÃO |     | 9.º  | 64.5   | [ 4 ] |
| 2014 | Porsche Team            | LMP1      | Porsche 919 Hybrid          | 3   | 12  | NC  | 5   | 3   | 6   | 3   |     |     | 9.º  | 64.5   | [ 4 ] |
| 2015 | Porsche Team            | LMP1      | Porsche 919 Hybrid          | SIL | SPA | LMS | NÜR | COA | FUJ | SHA | BHR |     | 1.º  | 166    | [ 5 ] |
| 2015 | Porsche Team            | LMP1      | Porsche 919 Hybrid          | Ret | 3   | 2   | 1   | 1   | 1   | 1   | 5   |     | 1.º  | 166    | [ 5 ] |
| 2016 | Porsche Team            | LMP1      | Porsche 919 Hybrid          | SIL | SPA | LMS | NÜR | MEX | COA | FUJ | SHA | BHR | 4.º  | 134.5  | [ 6 ] |
| 2016 | Porsche Team            | LMP1      | Porsche 919 Hybrid          | Ret | 16  | 10  | 1   | 1   | 1   | 3   | 1   | 3   | 4.º  | 134.5  | [ 6 ] |
| 2017 | Porsche LMP Team        | LMP1      | Porsche 919 Hybrid          | SIL | SPA | LMS | NÜR | MEX | COA | FUJ | SHA | BHR | 1.º  | 208    | [ 7 ] |
| 2017 | Porsche LMP Team        | LMP1      | Porsche 919 Hybrid          | 2   | 3   | 1   | 1   | 1   | 1   | 4   | 2   | 2   | 1.º  | 208    | [ 7 ] |